# Afrikän Protoköl
Afrikän Protoköl is een afro/jazzband die in 2013 in Burkina Faso werd opgericht door de Belgische saxofonist Guillaume Van Parys.

## Geschiedenis
Afrikän Protoköl won in 2014 de prijs van de jury op het Salon International de la Musique Africaine en eindigde op de 144e plaats in de World Music Charts Europe. In 2015 werd het album genomineerd in de categorie wereldmuziek bij de Octaves de la musique.

## Discografie

### Albums
- Freedom from the Known (2014)
- Beyond the Grid (2017)

### Ep's
- Call for Transformation (2013)